# Liste der Monuments historiques in Trébédan
Die Liste der Monuments historiques in Trébédan führt die Monuments historiques in der französischen Gemeinde Trébédan auf.

## Liste der Bauwerke
| Bezeichnung              | Beschreibung | Standort | Kennzeichnung | Schutzstatus | Datum | Bild |
| ------------------------ | ------------ | -------- | ------------- | ------------ | ----- | ---- |
| Manoir de la Ville-Colas | Herrenhaus   | (Lage)   | PA00089768    | Inscrit      | 1990  |      |
| Château du Chalonge      | Schloss      | (Lage)   | PA00089767    | Inscrit      | 1990  |      |

## Liste der Objekte
- Monuments historiques (Objekte) in Trébédan in der Base Palissy des französischen Kultusministeriums